# Kategoria broni
Kategoria broni – zaszeregowanie danego rodzaju broni wojskowej w zależności od stanu technicznego i zasobu pracy.
Określone przepisy zaszeregowują broń do danej kategorii, która usprawnia planowanie eksploatacji, użytkowanie i obsługiwanie broni. Istnieją 4 kategorie użytkowe: I, II, III, IV dla sprzętu rakietowego, sprzętu radioelektronicznego, rakiet klasy ziemia-ziemia i ziemia-powietrze, broni strzeleckiej i artyleryjskiej, przeliczników artyleryjskich, stacji dźwiękowo-pomiarowych, sprzętu pomiarowego, fotogrametrycznego, elektronooptycznego, przyrządów kierowania ogniem, przyrządów meteorologicznych i polowych warsztatów naprawczych.
Kategorie kwalifikujące broń strzelecką i artyleryjską:
- Kategoria I – sprzęt fabrycznie nowy, sprawny technicznie.
- Kategoria II – sprzęt eksploatowany, po naprawie sprawny technicznie i zdatny do użytku.
- Kategoria III – sprzęt który wymaga naprawy zakładowej po wyczerpaniu zasobu pracy lub sprzęt uszkodzony do takiego stopnia, że naprawa jest niemożliwa w warsztatach pułkowych, dywizyjnych i okręgowych.
- Kategoria IV – sprzęt który całkowicie nie nadaje się do użytku, a jego naprawa jest niemożliwa lub nieopłacalna.

Sprzęt przyjmowany do składnic, magazynów, jednostek wojskowych, do naprawy i po naprawie, zakończeniu okresu gwarancyjnego, awarii oraz inwentaryzacji dokonane są według ustaleń komisyjnych. Zmianę kategorii odnotowuje się każdorazowo w dokumentach ewidencyjnych oraz eksploatacyjnych. 